# Jesús Suárez Gayol
Jesús Suárez Gayol, (24 de mayo de 1936, Manatí, Las Tunas, provincia de Cuba - 10 de abril de 1967, Ñancahuazú, Bolivia) fue un participante de la Revolución Cubana, hijo de inmigrantes españoles, que murió en combate cuando integraba un grupo que preparaba una emboscada.

## Primeros años
El Rubio de la guerrilla del Che, fue hijo de emigrantes asturianos. Un biógrafo suyo ofrece este retrato de la niñez de Suárez Gayol:

Rubio, inquieto, gusta de jugar a la guerra y a la pelota, y gusta de irse de pesquerías para traerle truchas a la madre. Es de carácter explosivo, pero no para peleas inútiles. Solo salta indignado cuando ve que se comete una injusticia. Apenas aprende a leer descubre a José Martí, de cuyas enseñanzas será siempre fiel. Desde entonces, cuando oye que se interpreta el himno de Cuba, hacer poner de pie a sus padres venidos de España.

En su etapa escolar, particularmente cuando cursa el quinto grado, lo envían sus padres  a estudiar como interno en los Escolapios de Camagüey. En esta etapa de su vida muere su padre, por lo que su madre decide ir junto a su hijo con el ánimo de suplir la ausencia paterna. A la madre Aurora Gayol solía  decirle: “Tú eres mi Mariana Grajales gallega”.

## Juventud revolucionaria
En la ciudad de Camagüey fue líder estudiantil. Organiza huelgas y mítines contra el régimen de Batista, pronuncia discursos, denuncia a las autoridades del gobierno y a las policiales por las torturas. Varias veces lo apalean en los calabozos batistianos, de los cuales salía con más deseos de  combatir contra la cruel dictadura.
En 1955 es fundador del Movimiento 26 de Julio (M-26-7) en Camagüey. El asalto al Cuartel Moncada lo habían marcado grandemente, y ve en la figura de Fidel Castro y en la lucha armada el camino para conseguir la independencia verdadera. Matrícula Arquitectura en La Habana, y desde la histórica colina prosigue su lucha contra el tirano. Recibe allí su bautismo de fuego: un balazo a sedal en una manifestación.
En marzo de 1957 se convierte en combatiente clandestino en la capital cubana donde cae prisionero. Después de múltiples gestiones, Aurora, la madre del joven, consigue arrebatárselo a los esbirros de Batista y lo embarca para los Estados Unidos para salvarle la vida  pues en Cuba todo lo que oliese a revolución en aquellos años era reprimido con torturas y hasta con la muerte. De allí Gayol viaja a ciudad México y regresa a Cuba en abril de 1958 como miembro de la expedición de El Corojo.
Por orden del Movimiento 26 de Julio organiza acciones de combate en la provincia de Pinar del Río, incendia una emisora de radio de donde sufre quemaduras en los pies. Los sicarios lo persiguieron sin descanso para darle muerte por tales acciones. Debido a la represión y al clandestinaje usa varios seudónimos: Furia, Dionisio, Félix, Armando, etcétera, hasta que lo trasladan a Las Villas, al mando del Comandante Che Guevara, quien poco después lo asciende al cargo de capitán.

## Tras el triunfo de laRevolución Cubana
Con el triunfo de la Revolución Cubana, Suárez Gayol asume otras tareas. Dirigió varias empresas azucareras, entre las que se destacó el Central Azucarero Braulio Coroneaux (antiguo Ingenio Macagua, primer central azucarero nacionalizado por la Revolución).
Cuando es convocado por el Che para viajar a Bolivia, ocupaba el cargo de viceministro de Industria. El ministro, Orlando Borrego, quien le comunicó dicha convocatoria, cuenta: 
"Su reacción fue como la de un niño al que se premia con el más preciado juguete. Daba saltos de alegría y me abrazaba."´´

## Junto al Che en la Guerrilla en Bolivia
El 2 de diciembre de 1966 escribió a su madre, doña Aurora Gayol, la carta de despedida en la que le expone la alegría por la posibilidad que tenía de ayudar al logro de la independencia de otros pueblos, y subrayaba en ella:

(...) sé que mi madre es una revolucionaria en toda la extensión de la palabra y aunque sufra, porque eso es inevitable, en el fondo de su corazón aprueba esta decisión mía y se siente orgullosa de su hijo (...) Cuando el dolor sea muy fuerte, piensa en tu hijo que es feliz combatiendo por la revolución, aunque ello implique ciertos riesgos.

Semanas más tarde, se incorpora al destacamento guerrillero en las márgenes del Ñancahuazú, donde cumplió con cada orden durante casi cuatro meses de actividades guerrilleras. Su última misión le fue asignada el 10 de abril de 1967.

## Muerte
El  10 de abril de 1967, de madrugada, el Che Guevara ordena una emboscada con ocho combatientes de la Retaguardia, reforzada con otros tres guerrilleros de la Vanguardia. Al amanecer, 15 soldados se internaron en dirección a los apostados. En su diario, el Che Guevara apuntó:

...a media mañana llegó muy agitado el Negro a avisar que venían 15 soldados río abajo (...) Pronto llegaron las primeras noticias, con un saldo desagradable: El Rubio, Jesús Suárez Gayol, estaba herido de muerte. Y muerto llegó a nuestro campamento, un balazo en la cabeza (...) el tiroteo duró unos segundos (...) junto a un soldado herido encontraron al Rubio ya agonizante, su garand estaba trabado y una granada con la espoleta suelta, pero sin estallar, estaba a su lado.

El general de brigada Harry Villegas Tamayo (Pombo), superviviente de aquellos acontecimientos, aclaró que el primer contacto de los soldados fue con El Rubio, porque estaba mal situado, y era blanco fácil del enemigo. Este lo detecta y dispara antes que Suárez Gayol. Dos días más tarde Che reunió a toda la columna para destacar las facetas del guerrillero caído:
"y significar que la primera sangre derramada fue cubana...".
Jesús Suárez Gayol fue consecuente con la afirmación que le sirvió de párrafo final a la carta que dirigió a su madre doña Aurora Gayol:
"Cuando se es revolucionario verdadero se siente la necesidad de servir a la Revolución desde los lugares más difíciles, en los puestos de vanguardia."
El Che apunta en su diario el 12 de abril de 1967:
“A las 6:30 reuní a todos los combatientes menos los 4 de la resaca para hacer una pequeña recordación del Rubio y significar que la primera sangre derramada fue cubana.” (Diario del Che en Bolivia)